# Паре, Франсис
Франсис Паре (фр. Francis Paré; 30 июня 1987, Лемуан, Канада) — канадский и белорусский хоккеист, играющий на позиции центрального нападающего.

## Биография
Франсис Паре хоккейную карьеру начал в клубах канадских лиг «Шавиниган Катарактез» и «Шикутими Сагенинс». В 2004 году в составе команды «Канада Квебек» принял участие в Мировом кубке вызова. В 2008 году стал игроком клуба американской хоккейной лиги «Гранд-Рапидс Гриффинс». Провёл в команде 5 сезонов, в сезоне 2012/13 в составе клуба стал обладателем кубка Колдера.
8 июля 2013 года подписал контракт с финским клубом ТПС.
В конце сезона 2013/14 перешёл в магнитогорский «Металлург», в составе которого стал обладателем кубка Гагарина. Впоследствии играл за клубы КХЛ «Трактор» и «Слован». 10 января 2015 года забросил 4 шайбы в матче «Трактор» — «Амур» (6:4).
В сезоне 2015/16 вернулся в ТПС. В июне 2016 года подписал контракт с загребским «Медвешчаком».
В марте 2019 года попрощался с «Автомобилистом». Канадец в этом сезоне провел 58 матчей и набрал 35 очков. Следующим клубом канадского центрфорварда стал белорусский «Динамо-Минск», цвета которого Паре защищал до мая 2021 года. После чего пополнил ряды омского «Авангарда», но уже в ноябре покинул ряды «ястребов».